# بيت هاناسى

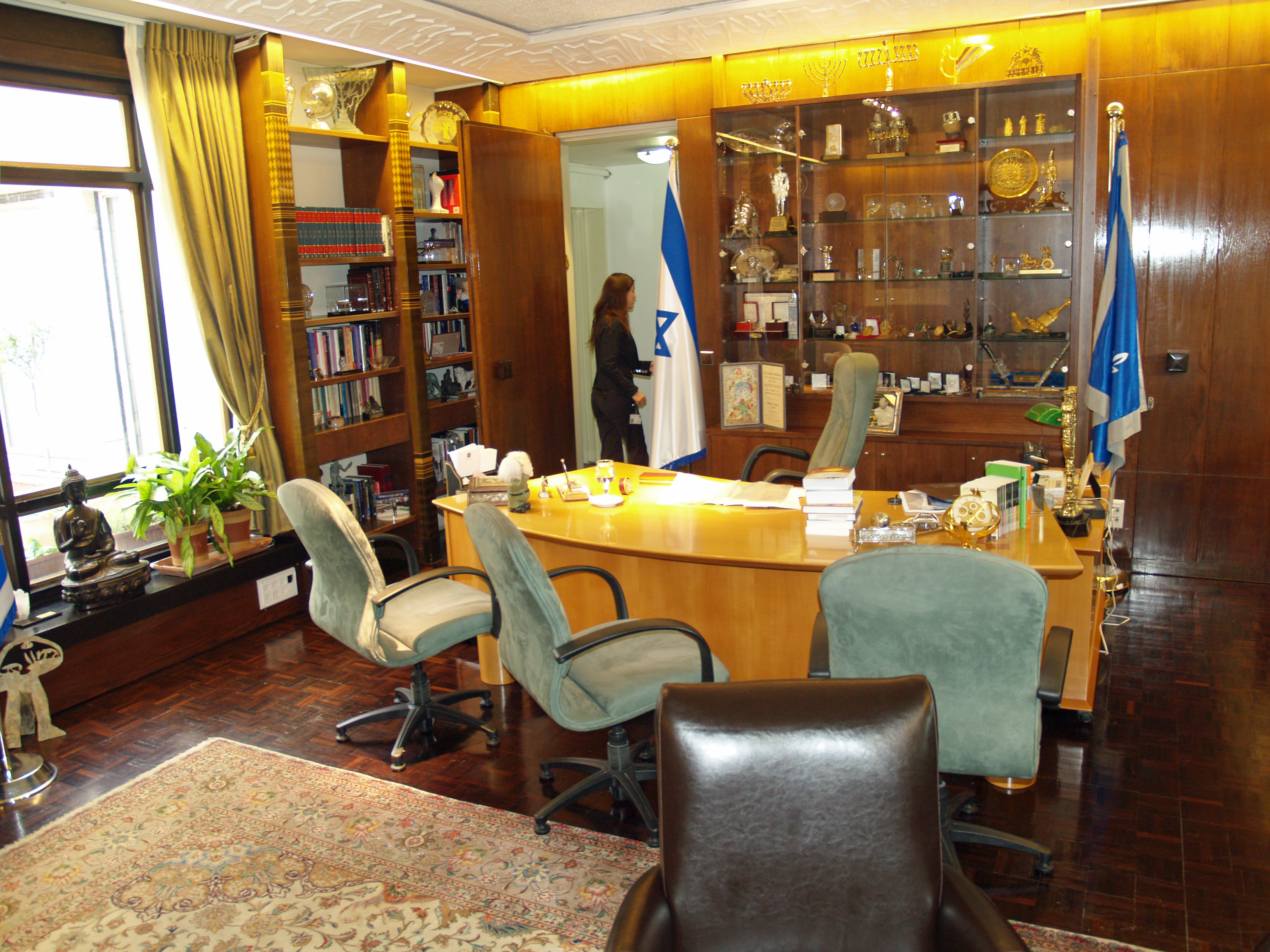
بيت هاناسي عام 2007.

بيت هاناسي ((بالعبرية: בֵּית הַנָּשִׂיא) (بالعبرية: מִשְׁכָּן הַנָּשִׂיא) أو ما يعرف ب«بيت الرئيس»، هو بيت يقع في حي الطالبية بالقدس، وهو المقر الرسمي لرئيس إسرائيل.

## التاريخ
عاش أول رئيس لإسرائيل، حاييم وايزمان، في قصره الخاص في رحوفوت. عاش خلفه، إسحاق بن تسفي، في شقة متواضعة في رحافيا واستخدم مقصورة خشبية، تُعرف باسم «المقصورة» كقاعة رسمية له. بعد وفاة الرئيس بن تسفي في عام 1963، في قاعة الاستقبال الرسمية، قررت الحكومة بناء منزل دائم لرئيس الدولة. لكن الرئيس الثالث للولاية، زلمان شازار، الذي كان اجتماعيا إلى حد كبير، أراد أن يعيش في منطقة سكنية وليس في عزله، وأقنع الحكومة بذلك ووافقوا على بناء مقر رئاسي دائم على قطعة أرض مساحتها 23378 متر (10 دونمات) في حي الطالبية. في عام 1934، تم إطلاق مسابقة للتصميم المعماري وتقتصر على المهندسين المعماريين الإسرائيليين. اشترك ما يقرب من 200 مهندس، تم اختيار تصميم أبا الحناني. في عام 1971، تم افتتاح بيت هاناسي من قبل الرئيس شازار. تعرضت التصميمات لانتقادات شديدة من شخصيات عامة مختلفة.
أثناء زيارة البابا بندكت السادس عشر إلى إسرائيل في عام 2009، أدخل الرئيس شمعون بيريز عادة جديدة بأن يجعل جميع قادة العالم الزائرين يزرعوا شجرة زيتون في حديقة بيت هاناسي للسلام.
في أكتوبر 2017، تم الانتهاء من العمل على مدخل جديد موسع إلى بيت هاناسي لتمكين المعالجة السريعة لزوار الأحداث الكبرى في السكن.

## الصور

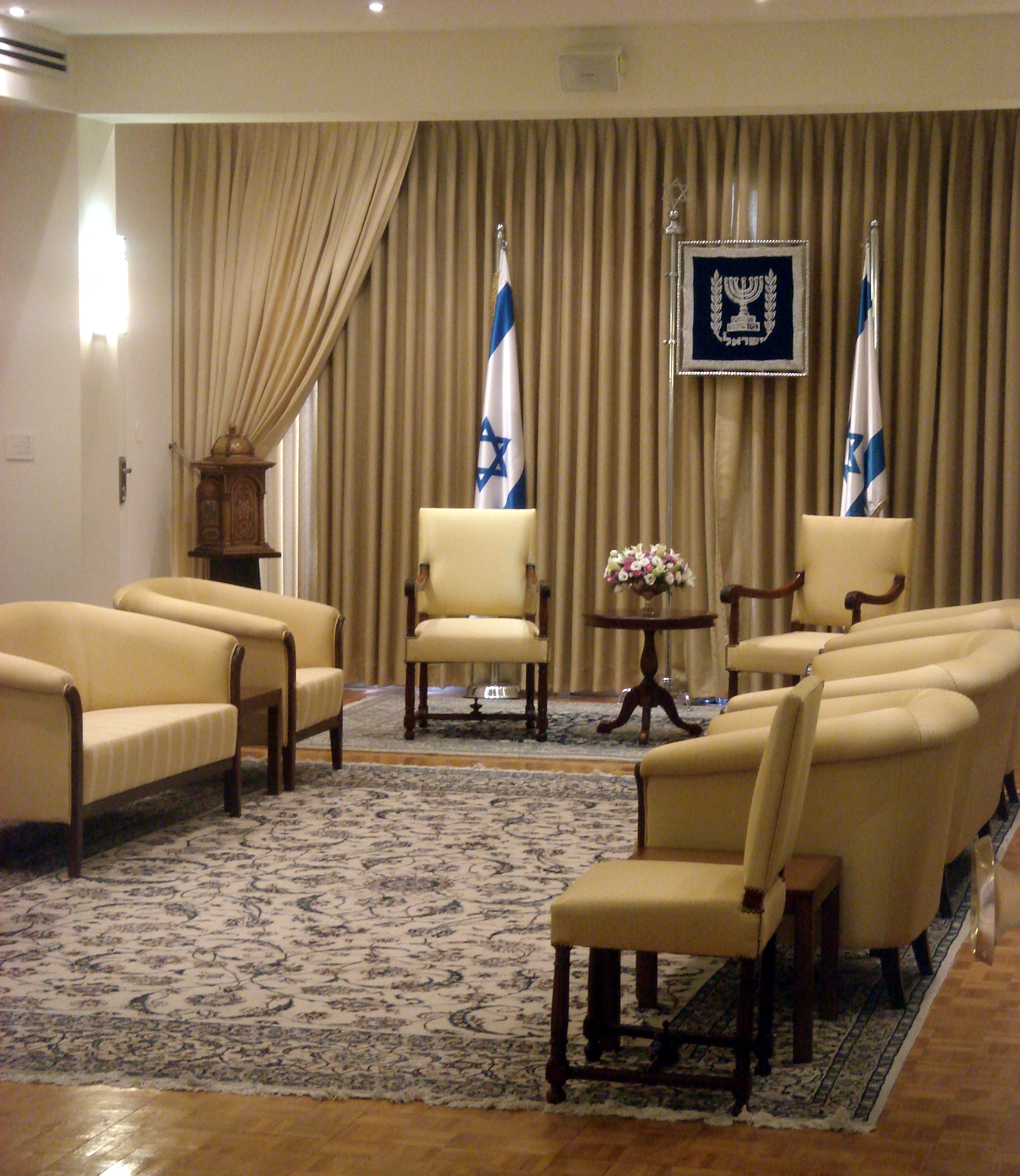
غرفة الاجتماعات في عام 2008
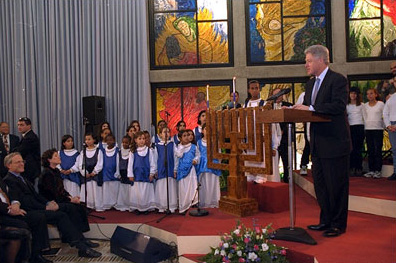
الرئيس الأمريكي كلينتون في حفل إضاءة الشمعدان في بيت هاناسي، عام 1998

## وصلات خارجية
- الفن في بيت هاناسي.